# Bongo The Amazing Circus Bear
Bongo The Amazing Circus Bear er en animationsfilm fra 1947 produceret af Walt Disney, det er den 9. film i rækken af Disneys klassikere.
| Film | Spire Denne filmartikel er en spire som bør udbygges. Du er velkommen til at hjælpe Wikipedia ved at udvide den. |